# Z-RAM
Pour les articles homonymes, voir RAM.
Ne doit pas être confondu avec zRam.
La Z-RAM (Zero-capacitor Random Access Memory) est un type de mémoire DRAM développé par Innovative Silicon.
Selon ses promoteurs, une mémoire Z-RAM serait aussi rapide qu'une mémoire SRAM tout en étant plus compacte étant donné qu'elle n'utiliserait qu'un transistor (sans condensateur) pour stocker un bit d'information. La taille de la cellule est plus petite que celle de la SRAM, mais devrait être un peu moins rapide.

## Principe de base
Son principe est basé sur l'effet de corps flottant (floating body effect) de la technologie silicium sur isolant (en anglais, silicon on insulator ou SOI).
Une mémoire Z-RAM basée sur la technologie silicium sur isolant serait très onéreuse à produire et, de ce fait, serait réservée à des applications de niche.

## Historique
Advanced Micro Devices s'est intéressé à la technologie Z-RAM en 2006, mais n'a jamais développé de produits avec cette technologie.
Hynix s'est aussi intéressé à la technologie en 2007, mais sans succès.
En mars 2010, Innovative Silicon a annoncé qu'elle allait développer une seconde génération de mémoire Z-RAM basée sur la technologie CMOS et qui serait beaucoup moins coûteuse à produire, peu de temps avant de faire faillite le 29 mars 2010.
Ses brevets ont été transférés à Micron Technology en 2010, mais la technologie Z-RAM ne semble plus intéresser personne.

## Schémas

Schéma de fonctionnement de la Z-RAM
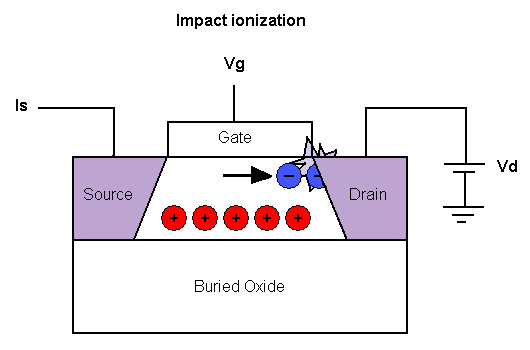
L'ionisation crée un trou
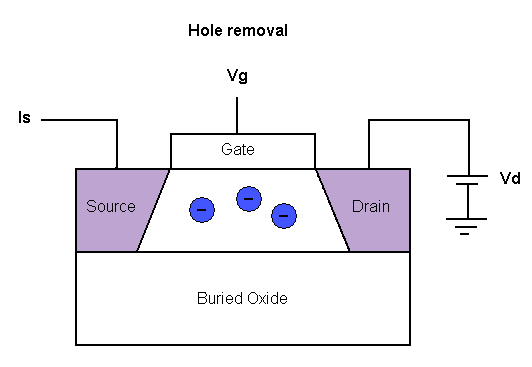
Suppression du trou